# Romain Rolland
Romain Rolland (Clamecy, 29 de janeiro de 1866 — Vézelay, 30 de dezembro de 1944) foi um novelista, biógrafo e músico francês. Recebeu o Nobel de Literatura de 1915.

## Carreira
Doutorou-se em arte em 1895, foi professor de História da Arte na École Normale de Paris e professor de História da Música na Sorbonne. Para além da sua actividade docente, foi um reconhecido crítico de música. Estreou-se na escrita em 1897 com a peça Saint-Louis, que, juntamente com Aërt (1898) e Le Triomphe de la Raison (1899), fez parte da trilogia Les Tragedies de la Foi (1909). Em 1910, retirou-se do ensino para se dedicar inteiramente à escrita.
Na sua obra concilia o idealismo patriótico com um internacionalismo humanista. Escreveu peças de teatro, biografias (Vie de Beethoven, 1903; Mahatma Gandhi, 1924), um manifesto pacifista (Au-dessus de la mêlée, 1915) e dois ciclos romanescos: Jean-Christophe (10 vols., 1904-1912), "roman-fleuve" (segundo as palavras do autor) consagrado a um músico genial, e L'Âme enchantée (7 vols., 1922-1934). Em 1923, fundou a revista Europe.
Romain Rolland fez importante observação sobre o livro "O Futuro de uma Ilusão", de Sigmund Freud. Esta observação foi a premissa usada por Freud para escrever o livro seguinte "O Mal-estar na Civilização".
Quando o filósofo político italiano Antonio Gramsci escreveu, na prisão, que o "pessimismo da inteligência" não deveria abalar o "otimismo da vontade", estava citando Romain Rolland.

## Bibliografia

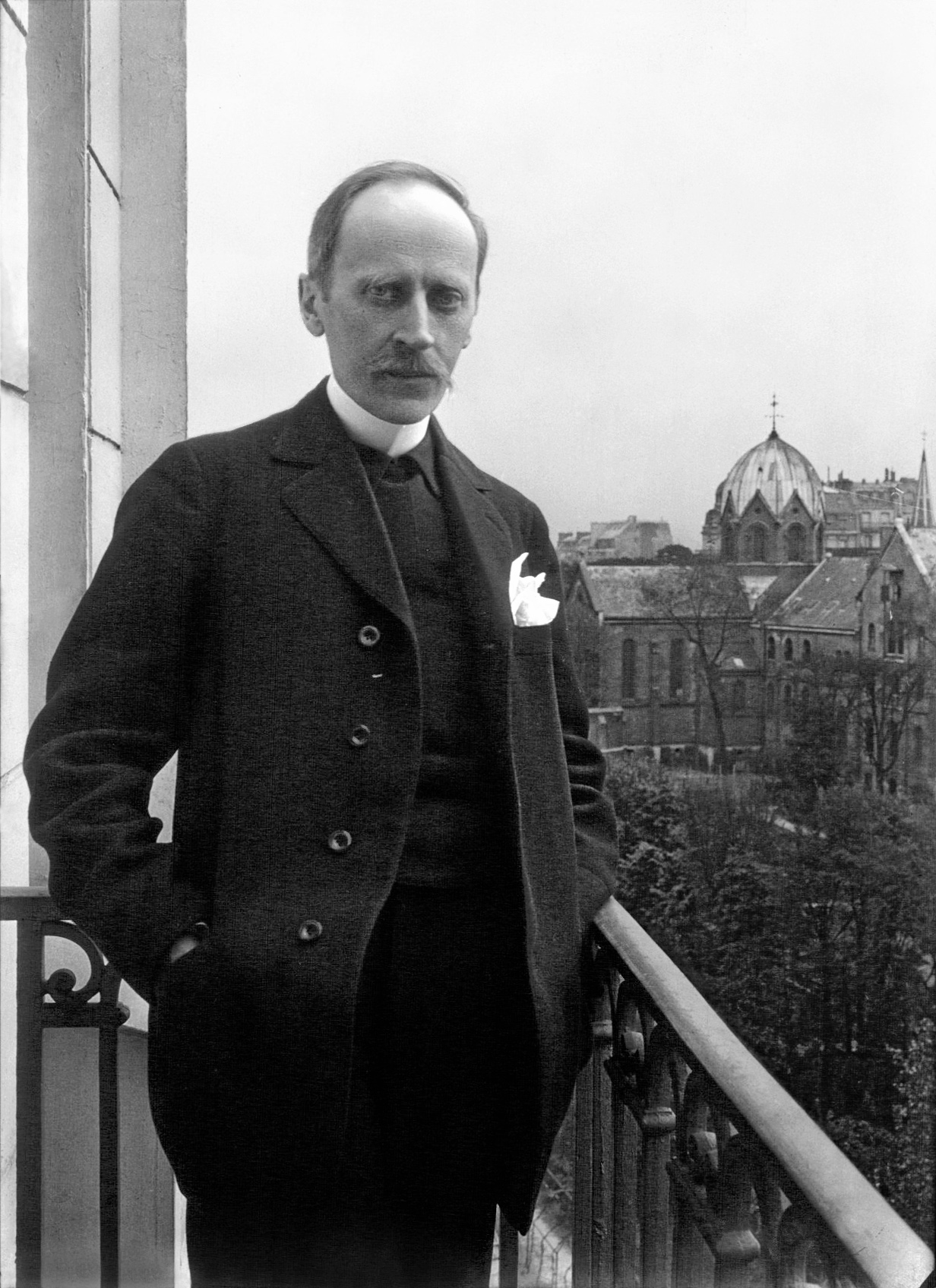
Romain Rolland em 1914, na varanda da sua casa

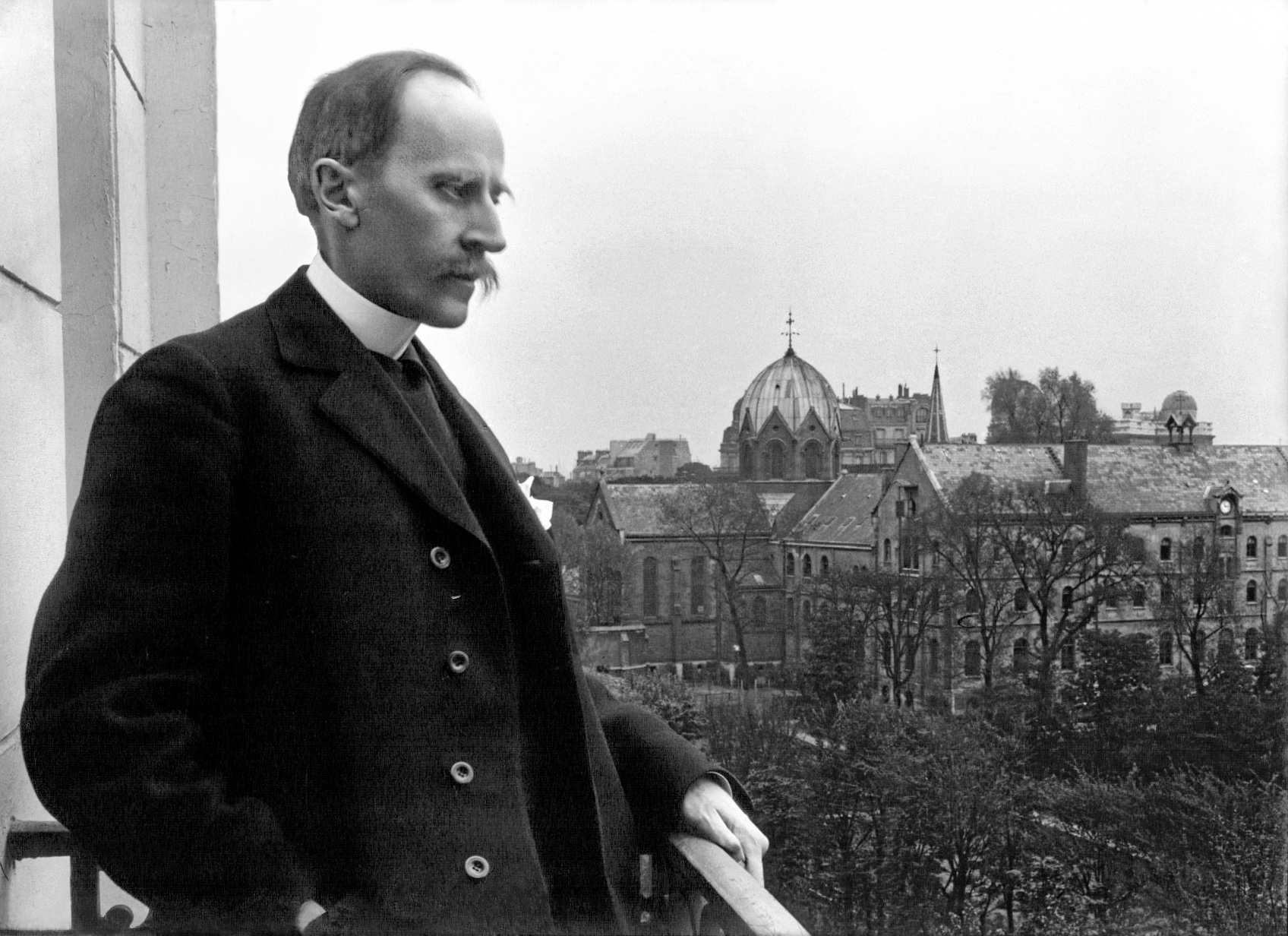
em 1914, na varanda da sua casa